# Love Projet
Pour plus de détails, voir Fiche technique et Distribution.
Love Projet est un film québécois réalisé par Carole Laure, qui est sorti en 2014.

## Synopsis
La vie et les relations de jeunes artistes qui répètent une nouvelle pièce combinant danse et chant.

## Fiche technique
- Titre original : Love Projet
- Titre anglais ou international : Love Project
- Réalisation : Carole Laure
- Scénario : Carole Laure
- Musique : Lewis Furey
- Direction artistique : Patrice Bengle
- Décors : Michèle Forest
- Costumes : Michèle Hamel
- Coiffure : Ghislaine Sant
- Maquillage : Christiane Fattori
- Photographie : Daniel Jobin
- Son : Thierry Morlaas-Lurbe, Robert Labrosse, Gavin Fernandes
- Montage : Sylvain Lebel, Carole Laure
- Production : Lyse Lafontaine, François Tremblay
- Société de production : Lyla Films
- Sociétés de distribution : Christal Films, Les Films Séville
- Budget : 2,4 millions de dollars[1]
- Pays de production :  Canada
- Langue originale : français
- Format : couleur
- Genre : Drame choral
- Durée : 104 minutes
- Dates de sortie :
  - Canada : 17 octobre 2014  (Festival du nouveau cinéma de Montréal)
  - Canada : 24 octobre 2014  (sortie en salle au Québec)
  - France : 21 novembre 2014  (Semaine du cinéma du Québec à Paris)
  - Canada : 10 mars 2015  (DVD)

## Distribution
- Benoît McGinnis : Alex
- Magalie Lépine-Blondeau : Louise
- Natacha Filiatrault : Julie
- Charles-William Ross : Diamond
- Éric Robidoux : Marc
- Céline Bonnier : Lucie Tougas
- Tomas Furey : Elliot
- Victoria Diamond : Catherine
- Benoît Lachambre : Paulo Lapointe
- Louise Bombardier : Mona
- Alice Morel-Michaud : Ève
- Pascale Bussières : madame Cowboy
- Roger La Rue : monsieur Cowboy
- Louise Latraverse : la psychologue